# Aéroport international Shah Amanat
Pour les articles homonymes, voir CGP.
L'aéroport international Shah Amanat (code IATA : CGP • code OACI : VGEG) est un aéroport du Bangladesh situé dans la ville de Chittagong.

## Situation
| Chittagong Dacca Sylhet Barisal Cox's Bazar Jessore Râjshâhî Saidpur |

## Compagnies et destinations
| Compagnies                | Destinations | Refs. |
| ------------------------- | --- | ----- |
| Air Arabia                | Charjah | [ 1 ] |
| Biman Bangladesh Airlines | Abou Dabi, Cox's Bazar, Dacca-Shah Jalal, Doha-Hamad, Dubaï, Djeddah - Roi-Abdelaziz, Calcutta-N. S. C. Bose, Médine-Prince M. Bin Abdulaziz, Mascate | ,     |
| flydubai                  | Dubaï | [ 4 ] |
| Novoair                   | Dacca-Shah Jalal | [ 5 ] |
| Regent Airways            | Dacca-Shah Jalal, Doha-Hamad, Calcutta-N. S. C. Bose, Mascate                                                                                         | [ 6 ] |
| Salam Air                 | Mascate | [ 7 ] |
| US-Bangla Airlines        | Madras (Chennai), Dacca-Shah Jalal, Doha-Hamad, Calcutta-N. S. C. Bose, Mascate                                                                       | [ 8 ] |

Édité le 10/02/2020